# Risa Shinnabe
Risa Shinnabe (新鍋 理沙, Shinnabe Risa) est une joueuse de volley-ball japonaise née le 11 juillet 1990 à Kokubu (Kagoshima). Elle mesure 1,73 m et joue au poste de réceptionneuse-attaquante. Elle totalise 192 sélections en équipe du Japon.

## Biographie
Avec l'équipe du Japon de volley-ball féminin, elle est médaillée de bronze olympique en 2012 à Londres.

## Clubs
| Club                      | De        | À         |
| ------------------------- | --------- | --------- |
| NobeokaGakuen High School |           | 2008-2009 |
| Hisamitsu Springs         | 2009-2010 | …         |

## Palmarès

### Équipe nationale
- Jeux olympiques
  -  2012 à Londres.
- Championnat d'Asie et d'Océanie
  - Vainqueur : 2017.
  - Finaliste : 2013.
- Grand Prix Mondial
  - Finaliste : 2014.

### Clubs
- Championnat du Japon
  - Vainqueur : 2013, 2014, 2016, 2018, 2019.
  - Finaliste : 2012, 2015, 2017.
- Coupe de l'impératrice
  - Vainqueur : 2012, 2013, 2014, 2015, 2016.
- Tournoi de Kurowashiki
  - Vainqueur : 2013.
- Championnat AVC des clubs
  - Vainqueur : 2014.
  - Finaliste : 2015.

### Distinctions individuelles
- Championnat féminin AVC des clubs 2015: Meilleure réceptionneuse-attaquante.
- Championnat d'Asie et d'Océanie de volley-ball féminin 2017 : MVP.